# Alveda King
Alveda King (ur. 22 stycznia 1951 w Birmingham) – amerykańska aktywistka, pisarka i polityk. Jest siostrzenicą działacza na rzecz praw obywatelskich – Martina Luthera Kinga.
Do lat dziewięćdziesiątych XX wieku w Partii Demokratycznej, później przeszła do Partii Republikańskiej i była członkiem Izby Reprezentantów Georgii. Aktywnie wspierała kampanie prezydenckie Donalda Trumpa.
Znana jako aktywistka antyaborcyjna, mimo że w młodym wieku dwukrotnie dokonała aborcji. Swoje zdanie na temat ochrony nienarodzonych zmieniła w 1983 roku, gdy nawróciła się na chrześcijaństwo. Wyraża również sprzeciw wobec małżeństw osób tej samej płci.
Trzykrotnie była mężatką i rozwiodła się. Mieszka w Atlancie i ma sześcioro dzieci.